# Alfafara
|  | Aquest article tracta sobre el municipi. Si cerqueu la varietat d'olivera, vegeu « Alfafara (olivera)». |

Alfafara és una població del País Valencià situada a la comarca del Comtat.

## Geografia
El municipi és a la Valleta d'Agres, en plena serra de Mariola i viu fonamentalment de l'agricultura: cereals, llegums, vinya i, principalment, olivera. La seua ubicació fa que el terreny estiga poblat de pins, bosc mediterrani i les famoses herbes aromàtiques de la Mariola. Alfafara, igual que la resta de la comarca, és un paradís per als senderistes, ple de llocs pintorescs la relació dels quals es fa inesgotable, coves, antigues neveres, amb especial menció per a la Cava de Don Miguel, fonts, i sempre a la vista l'enorme quantitat de flors diverses que fan de la caminada un plaer amb el seu colorit i la seua flaire. El seu terme té 19,8 km².

## Història
Hi ha constància que els primers pobladors eren ibers, per les deixalles trobades al Cabeço de Mariola o de la Cova, Cabeço de Serrelles, Cabeço de les Montserrades, Lloma de Carbonell i la Cova del Bolumini. Fou un lloc musulmà com ho demostra el seu nom àrab alfawara, que significa font o brollador i que, probablement, fa referència a la Penya del Xorro, un salt d'aigua que cau amb força en èpoques de pluja. Després de la conquesta de Biar, el lloc se li concedí en senyoriu a Ximèn Peres d'Orís, en 1250, i posteriorment, en 1392, fou venut a Pere d'Artés. L'any 1370, Pere IV el Cerimoniós, la incorporà, mitjançant venda, a la Universitat de Bocairent de la qual es va separar el 1632 amb la concessió, per part de Felip IV del títol d'Universitat d'Alfafara. Fins al 1707 pertanyia a la Governació de Xàtiva i fins a 1833 a la de Montesa.
La història d'Alfafara està recollida al llibre Alfafara: raíces, historia y actualidad, publicat l'any 2000 en 3 volums per l'alfafarenc Fr. Salustiano Vicedo.

## Monuments i llocs d'interès
- Restes arqueològiques. Es coneixen restes dels primers temps de l'Edat dels metalls en la Cova del Bolumini, on va haver-hi un soterrament col·lectiu; de plena edat del bronze són les restes d'un xicotet poblat situades a Montserrades. De la cultura ibèrica són les restes del Cabeço de la Cova[1] i de l'important poblat del Cabeço de Merita. Dels temps de la romanització són les ceràmiques que es troben als Recorrals.
- Necròpolis del Mas del Pou:[2] conjunt funerari d'època tardoromana format per més de seixanta tombes excavades a la roca. La necròpolis està situada a un turó, a la zona est del terme, limitant amb el terme de Bocairent.[3]
- El Llavador,[4] d'una gran bellesa i que encara segueix sent utilitzat per algunes dones del poble. A més, un dels seus accesos és un dels carrerons més estrets que es coneixen,de poc menys de mig metre d'amplada.
- Molí rupestre del Pantanet[5]: Molí d'època medieval excavat en la roca.
- Les Coves de les Finestres[6], situades a la zona nord del terme, a la Solana, trobem unes coves excavades en la roca d'origen encara incert. Aquestes coves tenien la funció d'emmagatzemar gra, amb cambres inter-comunicades a diferents nivells.
- Castell d'Alfafara,[7] centre de la Senyoria d'Alfafara, molt transformat i actualment utilitzat com a casa particular, al c. Serra de Mariola, actual núm. 4, que pertangué al llinatge Orís i al d'Artés quan l'adquirí el 9 de desembre de 1392 el cavaller Pere d'Artés, mestre racional del rei Joan I d'Aragó, a Martí Sanxis d'Orís. Passà a son fill Jaume d'Artés i al net Gracià d'Artés, el qual el vengué al rei d'Aragó.
- Església parroquial de la Transfiguració del Senyor, romànica.

## Demografia i economia
Malgrat la recent modernització de la seua indústria tèxtil, d'un marcat caràcter artesanal, motivada per la proximitat de Bocairent i Banyeres de Mariola, la població va decréixer constantment durant el segle xx, a causa de l'emigració dels seus veïns cap als anteriorment nomenats centres industrials, a més d'altres un poc més allunyats com ara Alcoi i Ontinyent.

## Festes locals
- Festa dels Reis d'Orient: En Alfafara se celebra des de temps antics la festa dels Reis de l'Orient (anomenats també "Reixos"), amb tot un seguit d'actes durant els primers dies de l'any que culminen en la celebració d'una gran cavalcada la nit del 5 de gener.
  - S'ha de destacar, per la seua particularitat i colorit, la festa de "La mascarà" ("La mascarada"), d'orígens pagans i vinculada la família de les festes d'hivern europees, que, malgrat haver-se perdut en els pobles del voltant, se celebra encara amb vitalitat al poble d'Alfafara poc abans que comence la cavalcada reial.

- Festes Patronals. Se celebren els dies 5, 6, 7 i 8 d'agost, en honor dels Sants Patrons: el Salvador, la Divina Aurora i Sant Roc. Però les setmanes anteriors hi ha tot un seguit de tradicions ben vives que convé esmentar, com la Dansà popular a la plaça, el Concert extraordinari de la SIM d'Alfafara o el Teatre de festes.
  - El dia 5 té lloc la vespra de festes. A la vesprada, comencen les festes amb un ball de disfresses en el que participen tots els xiquets del poble i dels voltants: ballen en la plaça amb els animadors i berenen tots junts. Després, es llig el pregó, i es canta l'himne d'Alfafara. En acabar, els joves del poble llancen globus i serpentines pel balcó de l'ajuntament, i al mateix temps, es dispara un castell de focs artificials. Quan tot açò acaba, comença la retreta en la qual els xiquets passegen els fanalets que han fet amb meló pocs dies abans per tot el poble, acompanyats per la banda de música. A la nit, té lloc el correfoc, i després es completa amb l'actuació d'una orquestra perquè no pare la festa.
  - El dia 6, festivitat del Salvador, a les 12:00 del migdia té lloc la missa en honor del Salvador, després hi ha una cercavila per tot el poble fins a aplegar al carrer "Les Eres", on té lloc una mascletada aproximadament a les 14 h. A les 21 h té lloc la processó, quan acaba, es dispara un castell de focs artificials, i a les 22h. es dispara un altre castell de focs, però molt més gran, aquest és el més espectacular de totes les festes. A la nit, a partir de la 1 del matí, comptem amb l'actuació d'una orquestra fins a les 5.30 h quan comença la despertà de la Divina Aurora en la plaça de l'Ajuntament.
  - El dia 7, festivitat de la Divina Aurora. A les 5:30 de la matinada té lloc "La Despertà", en què es porta la imatge de la santa per tot el poble per celebrar el naixement del dia, amb una música característica. Durant "La Despertà" s'alternen els moments en què la imatge avança amb els moments en què els fidels canten els misteris de la Mare de Déu, sempre acompanyats per la música.
  - El dia 8, festivitat de Sant Roc. Després de la processó de la nit té lloc el passacarrer del "Roquero", en què aquest entranyable personatge persegueix als xiquets del poble amb una vara.
  - El dia 9 és el dia de l'Aixavegó. Rep aquest nom de les xarxes que s'utilitzàven antigament per recollir el fem i les deixalles de la festa. Se sol celebrar un "correaigua" en què tot el poble, després dels dies de festa, ix al carrer a llençar-se aigua amb poals. A la nit té lloc un sopar popular a l'aire lliure i es tanquen les festes amb les "filaetes", una desfilada informal amb marxes mores i cristianes des de la Mateta a la Plaça de l'Ajuntament.

- Santa Cecília En Alfafara també se celebra la festivitat de Santa Cecília, el 22 de novembre. La vespra de la festa es crema una foguera en el seu honor i tot el poble es reunix al seu voltant per a sopar entrepans de pernil acompanyats d'adobat de la zona, cacaus i tramussos. També se servixen refrescs i porrons de vi. Després de sopar, té lloc l'actuació d'una orquestra al Patronat.

## Gastronomia
La gastronomia també mereix el seu apartat. Plats contundents en què s'utilitza la principal producció, l'oli, i que es coneixen com a "mulladors". La pericana, l'espencat, la borreta, la sang amb ceba, el putxero de pilotes o fasedures, l'arròs en diverses varietats. També bons dolços a base de farina i ametla. I, sobretot, l'herbero, licor que es fa en tota la comarca a partir de les nombroses varietats de plantes medicinals i aromàtiques i que cadascú barreja al seu gust.
D'entre els arrossos, arròs al forn, caldero, arròs de dejuni, arròs amb penques i amb fesols i naps.
Quantes a les postres destaquen la carabassa al forn, els pastissos de moniato, el codonyat, els bunyols, els cocs cristets, la tortada, la fabiola, els carquinyols o els sospirs.

## Política i govern

### Composició de la Corporació Municipal
El Ple de l'Ajuntament està format per 7 regidors. En les eleccions municipals de 26 de maig de 2019 foren elegits 5 regidors de Gent per Alfafara (GxA), 1 de Compromís per Alfafara (Compromís) i 1 del Partit Popular (PP).
| Eleccions municipals de 26 de maig de 2019 - Alfafara                                                           |                                     |                                     |                                     |      |          |          |
| Candidatura | Candidatura                         | Candidatura                         | Cap de llista                       | Vots | Vots     | Regidors |
| | Gent per Alfafara                   |                                     | Antonio Cloquell Tudela             | 170  | 58,22%   | 5 (+5)   |
| | Compromís per Alfafara              |                                     | Patrícia González Satorres          | 52   | 17,81%   | 1 (+1)   |
| | Partit Popular                      |                                     | Beatriz Belda Palacios              | 35   | 11,99%   | 1 ()     |
| | Altres candidatures                 |                                     |                                     | 34   | 11,64%   | 0 ( -6)  |
| | Vots en blanc                       |                                     |                                     | 1    | 0,34%    |          |
| Total vots vàlids i regidors                                                                                    | Total vots vàlids i regidors        | Total vots vàlids i regidors        | Total vots vàlids i regidors        | 292  | 100 %    | 7        |
| | Vots nuls                           | Vots nuls                           | Vots nuls                           | 3    | 1,02%    |          |
| Participació (vots vàlids més nuls)                                                                             | Participació (vots vàlids més nuls) | Participació (vots vàlids més nuls) | Participació (vots vàlids més nuls) | 295  | 87,02%** |          |
| Abstenció | Abstenció                           | Abstenció                           | Abstenció                           | 44*  | 12,98%** |          |
| Total cens electoral                                                                                            | Total cens electoral                | Total cens electoral                | Total cens electoral                | 339* | 100 %**  |          |
| Alcalde: Antonio Cloquell Tudela (GxA) (15/06/2019) Per majoria absoluta dels vots dels regidors                |                                     |                                     |                                     |      |          |          |
| Fonts: JEC, JEZ Alcoi, Periòdic Ara. (* No són vots sinó electors. ** Percentatge respecte del cens electoral.) |                                     |                                     |                                     |      |          |          |

### Alcaldia
Des de 2019 l'alcalde d'Alfafara és Antonio Cloquell Tudela de Gent per Alfafara (GxA).
| Període                       | Alcalde o alcaldessa    | Partit polític | Data de possessió | Observacions |
| ----------------------------- | ----------------------- | -------------- | ----------------- | ------------ |
| 1979–1983                     | Evaristo Francés Tudela | CD             | 19/04/1979        | --           |
| 1983–1987                     | Vicente Terol Cabanes   | AP-PDP-UL-UV   | 28/05/1983        | --           |
| 1987–1991                     | José Sanz Pascual       | PSPV-PSOE      | 30/06/1987        | --           |
| 1991–1995                     | José Sanz Pascual       | PSPV-PSOE      | 15/06/1991        | --           |
| 1995–1999                     | José Sanz Pascual       | PSPV-PSOE      | 17/06/1995        | --           |
| 1999–2003                     | José Sanz Pascual       | PSPV-PSOE      | 03/07/1999        | --           |
| 2003–2007                     | José Sanz Pascual       | PSPV-PSOE      | 14/06/2003        | --           |
| 2007–2011                     | José Sanz Pascual       | PSPV-PSOE      | 16/06/2007        | --           |
| 2011–2015                     | José Sanz Pascual       | PSPV-PSOE      | 11/06/2011        | --           |
| 2015–2019                     | Raquel Vicedo Vicedo    | PSPV-PSOE      | 13/06/2015        | --           |
| 2019-2023                     | Toni Cloquell Tudela    | GxA            | 15/06/2019        | --           |
| Des de 2023                   | n/d                     | n/d            | 17/06/2023        | --           |
| Fonts: Generalitat Valenciana |                         |                |                   |              |

### Evolució
L'evolució en el repartiment dels regidors per partits polítics des de les eleccions municipals de 1979 és la següent: 
| Resultats eleccions municipals |              |      |      |      |      |      |      |      |      |      |      |      |
| Candidatura                    | Candidatura  | 1979 | 1983 | 1987 | 1991 | 1995 | 1999 | 2003 | 2007 | 2011 | 2015 | 2019 |
|                                | GxA          |      |      |      |      |      |      |      |      |      |      | 5    |
|                                | Compromís    |      |      |      |      |      |      |      |      |      |      | 1    |
|                                | CD / AP / PP | 3    | 2    |      | 3    | 2    | 2    | 3    | 2    | 3    | 1    | 1    |
|                                | PSPV-PSOE    |      | 2    | 4    | 4    | 5    | 5    | 4    | 5    | 4    | 6    | 0    |
|                                | CDS          |      |      | 3    |      |      |      |      |      |      |      |      |
|                                | GIA          |      | 3    |      |      |      |      |      |      |      |      |      |
|                                | AVIA         | 3    |      |      |      |      |      |      |      |      |      |      |
|                                | UCD          | 1    |      |      |      |      |      |      |      |      |      |      |
| Total                          | Total        | 7    | 7    | 7    | 7    | 7    | 7    | 7    | 7    | 7    | 7    | 7    |
| Fonts: Generalitat Valenciana  |              |      |      |      |      |      |      |      |      |      |      |      |